# Codrișoru
Codrișoru – wieś w Rumunii, w okręgu Bihor, w gminie Aușeu. W 2011 roku liczyła 67
mieszkańców.